# Atom (standard)
Atom – standard kanałów informacyjnych mający zastąpić RSS. Został utworzony dla rozwiązania problemów związanych z istnieniem równoległych standardów RSS (Really Simple Syndication/Rich Site Summary i RDF Site Summary) oraz błędów tych specyfikacji. Atom unika niejasności specyfikacji RSS, poprawia zgodność z XML i innymi standardami, dodaje elementy, których brakowało w RSS oraz określa protokół publikacji kanałów (APP). Pliki Atom posiadają rozszerzenie .atom lub .xml.
Specyfikacja języka znajduje się w RFC 4287 ↓.

## Różnice między Atom a RSS 2.0
| RSS 2.0 | Atom 1.0 |
| --- | --- |
| Specyfikacja przewiduje tylko tekst, a w praktyce używa się HTML „ukrytego” za pomocą encji. Nie ma możliwości użycia XHTML, ani innych typów danych. Przez tę niejasność i ograniczenia RSS jest nazywany formatem stratnym. | Atom dla każdego elementu pozwala jednoznacznie określić typ danych i obsługuje tekst, HTML, XHTML, inne warianty XML oraz załączanie plików.                          |
| RSS ma tylko jedno ogólne pole na opis elementu, przez co autorzy czasem budują osobne kanały zawierające tylko streszczenia lub tylko pełne treści wpisów.                                                                   | Atom unika tego problemu, pozwalając wstawić streszczenia i rozwinięcia do tego samego kanału.                                                                         |
| RSS nie wymaga podania identyfikatorów i dat do wpisów, przez co agregacja i aktualizacja kanałów RSS jest dla czytników skomplikowana.                                                                                       | Atom wymaga użycia globalnych unikatowych identyfikatorów dla kanału i wpisów, co czyni aktualizacje prostymi i gwarantuje, że wpisy nie będą przypadkiem duplikowane. |
| RSS 2.0 jest specyfikacją należącą do Uniwersytetu Harvarda i nie będzie rozwijany. | Atom jest otwartym standardem IETF. |
| RSS występuje w 9 odmianach, które nie są zupełnie zgodne. | Atom ma jedną oficjalną wersję 1.0. W sieci można spotkać kanały używające „roboczej” 0.3.                                                                             |
| RSS nie ma własnej przestrzeni nazw XML, przez co nie może być osadzony wewnątrz innych dokumentów XML. Ma własny element <language>, nie obsługuje linków relatywnych.                                                       | Atom poprawnie i w pełni wykorzystuje XML, przez co może być łatwo mieszany z innymi językami XML, korzysta z xml:lang i xml:base.                                     |
| RSS jest starszym i przez to popularniejszym od Atom formatem. Stał się de facto standardem i synonimem dla kanałów informacyjnych.                                                                                           | Atom jest młodym standardem, jego specyfikacja osiągnęła wersję 1.0 dopiero pod koniec 2005 roku.                                                                      |

## Przykład
```
   
<?xml version="1.0" encoding="utf-8"?>

   
<feed
 
xmlns=
"http://www.w3.org/2005/Atom"
>

     
<title>
Przykład
 
kanału
</title>

     
<subtitle>
Podtytuł
</subtitle>

     
<link
 
href=
"http://przyklad.pl/feed/"
 
rel=
"self"
 
/>

     
<link
 
href=
"http://przyklad.pl/"
/>

     
<id>
tag:domena.pl,2007-01-25:atom-xxx-xxx-xxx-xxx
</id>

     
<updated>
2005-06-13T16:20:02Z
</updated>

     
<author>

       
<name>
Jan
</name>

       
<email>
john@example.com
</email>

     
</author>

     
<entry>

       
<title>
Tytuł
</title>

       
<link
 
href=
"http://przyklad.pl/atom01"
/>

       
<link
 
rel=
"alternate"
 
type=
"text/html"
 
href=
"http://przyklad.pl/2003/12/13/atom03.html"
/>

       
<link
 
rel=
"edit"
 
href=
"http://przyklad.pl/2003/12/13/atom03/edit"
/>

       
<id>
urn:uuid:1225c695-cfb8-4ebb-aaaa-80da344efa6a
</id>

       
<updated>
2005-06-13T16:20:02Z
</updated>

       
<summary>
Jakiś
 
tekst.
</summary>

     
</entry>

   
</feed>

```